# 猴子 (喬治·麥可歌曲)
《猴子》（英語：Monkey）是英國男歌手喬治·麥可（George Michael）在1988年7月推出的單曲，這首單曲在美國告示牌單曲榜及舞曲榜都獲得兩週冠軍，在英國單曲榜最高成績為第13名。

## 內容

### 歌曲簡介
〈猴子〉收錄於喬治·麥可首張個人專輯《信念》（英語：Faith），也是從該專輯中推出的第五首單曲。〈猴子〉的詞曲都出自喬治·麥可一人之手，在製作部份則由他和吉米·吉姆與特里·李維斯合作完成。〈猴子〉是一首略帶搖滾味道的舞曲，歌名中的「猴子」隱喻為毒品之意思，這種以歌名來隱喻毒品的歌曲在後來也曾出現過，1990年珍娜·傑克森的冠軍曲〈黑貓〉就有異曲同工之妙，巧合的是珍娜·傑克森這張專輯的製作人之一就是吉米·吉姆與特里·李維斯。

### 商業成績
〈猴子〉是專輯《信念》中推出的第五首單曲，前四首單曲在告示牌上都取得相當優異的成績，它們依序為〈我要與妳歡愛〉（第2名）、〈信念〉（四週冠軍）、〈父親的形象〉（兩週冠軍）以及〈再試一次〉（三週冠軍）。〈猴子〉在1988年7月9日進入告示牌單曲榜，首週成績為第42名，8月27日登上榜首並蟬連兩週冠軍，這首單曲在榜內共停留了16週，在1988年告示牌年終單曲排名中位居第45名。〈猴子〉不但在單曲榜稱冠，在舞曲榜也獲得兩週冠軍，成為喬治·麥可首支冠軍舞曲。
〈猴子〉在英國單曲榜最高成績為第13名。

### 獎項紀錄評價
〈猴子〉是專輯《信念》第四首全美冠軍單曲，也是在1988年的告示牌單曲榜上，喬治·麥可所締造的連續第四首冠軍單曲，這成為繼麥可·傑克森和惠妮·休斯頓之後，史上第三位在一張專輯中擁有四首冠軍單曲的藝人。